# Paradise Hotel (Danmark, sæson 18)
Paradise Hotel 2021 (sæson 18) blev sendt i efteråret 2021. Den danske udgave af Paradise Hotel bliver sendt på Viaplay og Viafree.
Sæsonen var den første med det nye værtspar Olivia Salo og Emil Olsen
- Værter: Olivia Salo og Emil Olsen
- Vindere: David (500.000 kr.) og Sille (0 kr.)
- Finalister: Camilla (0 kr.) og Lasse (0 kr.)
- Jury: Stine (Nora), Benjamin, Yazmin, Jonas, Andreas, Ida og Patrick H.
- Sæsonpræmiere: 21 september 2021
- Årets paradise-par: Frederik Aagaard Sørensen og Jonas Emil Ryen Jonsson
- Vindere af mindre beløb: Frederik (5.000 kr.) og Jonas (5.000 kr.)
- Titelmelodi: Milbo - "Millionær"
- Antal afsnit: 39
- Antal deltagere: 21

## Deltagere
| Navn                                | Alder | Tjekket ind | Tjekket ud    | Fra           | Grund til udtjekning |
| ----------------------------------- | ----- | ----------- | ------------- | ------------- | --- |
| David Jarsbo                        | 23    | Ep 1        | VINDER        | Aarhus        | |
| Sille Nimholm                       | 23    | Ep 1, 30    | Ep 26, VINDER | Albertslund   | Stemt ud blandt de andre gæster til Sjæle ceremoni til fordel for Yazmin Papaleo Stjerne og David Jarsbo                                                                                        |
| Camilla Storm Hansen                | 26    | Ep 1        | FINALEN       | Faaborg       | |
| Lasse Winther Jensen                | 22    | Ep 9        | FINALEN       | Odense        | |
| Stine (Nora) Tveden Thomsen, (Jury) | 19    | Ep 1, 27    | Ep 24, 37     | København     | Ep 24: Stemt ud blandt de andre gæster til flamme ceremoni til fordel for Yazmin Papaleo Stjerne og Patrick Holsøe Ep 37: Stemt ud af Camilla Storm Hansen og Lasse Winther Jensen              |
| Benjamin Blicher, (Jury)            | 21    | Ep 28       | Ep 37         | Nibe          | Fik det sorte hjerte, og blev stemt ud blandt de andre gæster til fordel for Lasse Winther Jensen og Sille Nimholm                                                                              |
| Patrick Toft Larsen                 | 23    | Ep 23       | Ep 36         | Vallensbæk    | Parceremoni, valgt fra af Stine "Nora" Tveden Thomsen til fordel for Benjamin Blicher |
| Yazmin Papaleo Stjerne, (Jury)      | 19    | Ep 1        | Ep 36         | Amager        | Stemt ud blandt de andre gæster til fordel for Camilla Storm Hansen |
| Frederikke Demant                   | 20    | Ep 23       | Ep 33         | Middelfart    | Kunne ikke blive enig med Jonas Emil Ryen Jonsson om hvem af de to der skulle forlade hotellet, hvorfor de begge ender med at ryge ud                                                           |
| Jonas Emil Ryen Jonsson, (Jury)     | 25    | Ep 17       | Ep 33         | Amager        | Kunne ikke blive enig med Frederikke Demant om hvem af de to der skulle forlade hotellet, hvorfor de begge ender med at ryge ud                                                                 |
| Andreas Rene Porisson, (Jury)       | 22    | Ep 1, 25    | Ep 22, 32     | Frederiksværk | Ep 22: Parceremoni, valgt fra af Stine "Nora" Tveden Thomsen til fordel for Frederik Aagaard Sørensen Ep 32: Parceremoni, valgt fra af Camilla Storm Hansen til fordel for Lasse Winther Jensen |
| Ida Schultz Grønbæk, (Jury)         | 24    | Ep 16       | Ep 31         | København     | Åbnede ikke diamanten som hendes billede lå i, og skulle derfor forlade hotellet |
| Patrick Holsøe, (Jury)              | 19    | Ep 1        | Ep 26         | Fredensborg   | Stemt ud blandt de andre gæster til Sjæle ceremoni til fordel for Yazmin Papaleo Stjerne og David Jarsbo                                                                                        |
| Frederik Aagaard Sørensen           | 22    | Ep 17       | Ep 24         | Herning       | Stemt ud blandt de andre gæster til flamme ceremoni til fordel for Yazmin Papaleo Stjerne og Patrick Holsøe                                                                                     |
| Anton Underbjerg                    | 22    | Ep 13       | Ep 21         | Lyngby        | Parceremoni, ingen drenge stillede sig bag Stine "Nora" Tveden Thomsen som var den giftige pige, dermed mislykkedes Anton Underbjerg med sin mission                                            |
| Sofia Kumasci                       | 24    | Ep 10       | Ep 17         | Ballerup      | Parceremoni, valgt fra af Anton Underbjerg til fordel for Yazmin Papaleo Stjerne |
| Chris Dion Hansen                   | 27    | Ep 1        | Ep 15         | København     | Smidt ud af David Jarsbo og Patrick Holsøe til fordel for Anton Underbjerg efter de tabte like-hunt duellen                                                                                     |
| Emil Thers                          | 24    | Ep 1        | Ep 12         | København     | Stemt ud af de andre gæster i den royaleduel til fordel for Andreas Rene Porisson |
| Isabella C. Rasmussen               | 19    | Ep 2        | Ep 11         | Miami         | Parceremoni, valgt fra af David Jarsbo til fordel for Sille Nimholm |
| Vanessa Balle Johannsen             | 21    | Ep 6        | Ep 8          | København     | Parceremoni, valgt fra af David Jarsbo til fordel for Yazmin Papaleo Stjerne |
| Signe Modin Vagtholm                | 20    | Ep 1        | Ep 4          | København     | Parceremoni, valgt fra af Chris Dion Hansen til fordel for Camilla Storm Hansen |